# Création de paires
Une création de paires est la création d’un couple particule-antiparticule à partir d’un photon (ou d’un autre boson de charge neutre) ou d’une particule chargée se déplaçant à une vitesse relativiste.

## Définition approfondie

### Création de paires à partir de photons
La production fait référence à la création d’une particule élémentaire et de son antiparticule, le plus souvent à partir d’un photon (ou un autre boson neutre). Cela est permis dès lors qu’il y a suffisamment d’énergie disponible dans le centre de masse pour créer la paire — au moins l’énergie de masse au repos totale des deux particules — et que la situation permet la conservation de l’énergie et de la quantité de mouvement. La somme de tous les autres nombres quantiques (moment cinétique angulaire, charge électrique) des particules produites doit être nulle — ainsi les particules créées auront-elles des valeurs opposées l’une par rapport à l’autre (par exemple, si une particule a une étrangeté de +1 alors l’autre aura une étrangeté de -1).
Ceci se produit en physique nucléaire lorsqu’un photon de haute énergie interagit au voisinage du noyau, permettant la production d’une paire électron-positron sans violer la conservation de l’impulsion. Puisque l’impulsion du photon initial doit être absorbée par quelque chose, un photon seul ne peut se matérialiser en une paire dans un espace « vide » : le noyau (ou un autre photon) est nécessaire pour qu’il y ait conservation de la norme du quadrivecteur énergie-impulsion (c’est-à-dire conservation à la fois de l'énergie et de l’impulsion) (voir la symétrie temporelle de l’annihilation électron-positron).
La production de paires par le couple photon-noyau ne peut avoir lieu que si les photons ont une énergie ({\displaystyle h\nu }) supérieure au double de l’énergie de masse au repos ({\displaystyle m_{e}}) de l’électron (soit environ 1,022 MeV), la production de paires par un couple photon-photon peut avoir lieu à environ 511 keV minimum pour chaque photon ; les mêmes lois de conservation s’appliquent pour la production d’autres leptons de plus haute énergie tels que muons et tauons (deux photons interagissant entre eux doivent avoir une énergie totale au moins équivalente à la masse de la paire ; un photon seul interagissant avec un noyau doit posséder l’intégralité de l’énergie de masse au repos des deux particules produites). Cependant il faut noter que les particules produites sont chargées et au moment de leurs créations (nous ne savons pas à quelle distance l'une de l'autre elles sont créées) ne peuvent s’éloigner l'une de l'autre que si elles ont suffisamment d'énergie cinétique pour échapper à leur attraction électrostatique et émanent avec un minimum d'impulsion de leur zone de création pour être détectées. Pour ce faire, il leur faut donc vaincre l'attraction électrostatique pour sortir avec une impulsion non nulle. L'énergie minimale du photon est donc la somme de l'énergie des masses plus l'énergie nécessaire de fuite pour que les deux particules s'échappent à leur attraction mutuelle. Elle devrait être de 1.022 Mev plus l'énergie de fuite que nous ne pouvons connaitre précisément car dépendante de la distance de leur création au temps t=t0.

### Création de paires à partir de particules chargées
La création d’une paire peut également se produire quand une particule chargée (comme un électron ou un proton), accélérée à une vitesse relativiste, percute ou frôle un noyau atomique : si l’énergie cinétique de la particule incidente est suffisamment élevée, une partie de cette énergie est alors convertie en masse, permettant la création d’une paire particule-antiparticule.
Ce mécanisme est mis à profit pour certaines recherches en physique des particules :
- production de positrons. En projetant des électrons à grande vitesse sur une cible métallique, les collisions qui en résultent produisent des paires électron-positron[1]. Les positrons peuvent être collectés pour être ensuite utilisés, par exemple dans un collisionneur électrons/positrons ;
- production d’antiprotons, en projetant sur une cible métallique des protons à haute énergie (par exemple 120 GeV au Fermilab[2], ou 26 GeV au CERN). Une fraction des collisions entre protons et noyaux atomiques produit des paires proton-antiproton[3]. Des installations spécifiques permettent de recueillir les antiprotons pour en faire un faisceau utilisable pour certaines expériences à basse énergie (comme le décélérateur d’antiprotons du CERN), ou bien pour alimenter un collisionneur de Hadrons fonctionnant selon le mode proton/antiproton ;
- la création de paires par particules chargées fut également utilisée pour assembler les tout premiers atomes d’antimatière, en 1995, au CERN (alors qu’auparavant, les antiprotons et positrons susceptibles de former des atomes étaient toujours produits isolément). Des antiprotons (produits par la méthode décrite ci-dessus) étaient dirigés dans une machine appelée LEAR (Low Energy Antiproton Ring ; anneau d’antiprotons de basse énergie) où ils étaient stockés à relative faible énergie. Prisonnières au sein de cet anneau, ces particules y tournaient en rond et croisaient un jet de xénon. En frôlant les noyaux de xénon, des antiprotons pouvaient ainsi créer des paires électron-positron, et dans quelques cas le positron d’une paire pouvait être capturé par un des antiprotons du faisceau, constituant alors un atome d’antihydrogène (par la suite, d’autres méthodes plus efficaces furent utilisées pour produire des atomes d’antimatière en bien plus grande quantité)[4],[5].

## Historique
La création de paires fut observée pour la première fois par la chambre à bulles de Patrick Blackett, ce qui lui valut en 1948 le prix Nobel de physique.
La première étude théorique de la création de paires au voisinage d’un électron, et non d’un noyau, fut fournie par Francis Perrin en 1933. La première observation expérimentale d’un triplet a été rapportée par Aurelio Marques da Silva en 1939. Il a observé un triplet composé de deux électrons négatifs et d’un électron positif partant d’un même point dans une fine feuille de plomb dans une chambre à brouillard placée à proximité d’un dépôt actif de thallium 208. Il attribua cette observation à l’interaction d’un rayon gamma, issu de la désintégration du thallium 208, avec le champ d’un électron du cortège. Le premier calcul permettant d’estimer la section efficace différentielle de production d’un triplet a été effectué par V. Voruba en 1948 et a ensuite reçu plusieurs raffinements dans les années qui suivirent.

## D’un photon à un électron et un positron

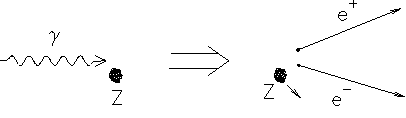
Dessin montrant le processus de production d’une paire électron-positron.

Pour les photons de haute énergie (d’au moins quelques MeV), la production de paires est le mode dominant d’interaction des photons avec la matière. Si le photon se trouve proche d’un noyau atomique, l’énergie du photon peut être convertie en une paire électron-positron :
γ → e− + e+
L’énergie du photon est convertie en masse de particule suivant l’équation d’Einstein E=mc², où E est l’énergie, m la masse au repos et c la vitesse de la lumière. Le photon doit avoir une énergie supérieure à la somme des énergies de masse au repos d’un électron et d’un positron (2 x 0,511 MeV = 1,022 MeV) pour que la production puisse avoir lieu. Le photon doit se trouver à proximité d’un noyau afin de satisfaire la conservation de la quantité de mouvement, puisqu'une paire électron-positron produite dans un espace libre ne peut satisfaire à la fois la conservation de l’énergie et de la quantité de mouvement. À cause de cela, lorsqu’une production a lieu, le noyau atomique reçoit une énergie de recul. Le processus opposé s’appelle l’annihilation électron-positron.

### Cinématique
Ces propriétés peuvent être déduites de la cinématique de l’interaction. En utilisant les quadrivecteurs, la conservation de l’énergie-impulsion avant et après l’interaction donne :
{\displaystyle p_{\gamma }=p_{e-}+p_{e+}+p_{R}}
où {\displaystyle p_{R}} est le recul du noyau. Le module du quadrivecteur {\displaystyle A=(A^{0},\mathbf {A} )} est :
{\displaystyle A^{2}=A^{\mu }A_{\mu }=-(A^{0})^{2}+\mathbf {A} \cdot \mathbf {A} }
ce qui implique que {\displaystyle (p_{\gamma })^{2}=0} dans tous les cas et que {\displaystyle (p_{e-})^{2}=-m_{e}^{2}c^{2}}. En passant au carré l’équation de conservation :
{\displaystyle (p_{\gamma })^{2}=(p_{e-}+p_{e+}+p_{R})^{2}}
Cependant, dans la plupart des cas la quantité de mouvement des noyaux est beaucoup plus petite comparée à l’énergie du photon et peut être négligée. En considérant cette approximation {\displaystyle p_{R}\approx 0} pour simplifier et en développant la relation restante :
{\displaystyle (p_{\gamma })^{2}=(p_{e-})^{2}+2p_{e-}p_{e+}+(p_{e+})^{2}}
{\displaystyle -2m_{e}^{2}c^{2}+2\left({\frac {E^{2}}{c^{2}}}+\mathbf {p} _{e-}\cdot \mathbf {p} _{e+}\right)=0}
{\displaystyle 2(\gamma ^{2}-1)m_{e}^{2}c^{2}(1+\cos \theta _{e})=0}
Ainsi cette approximation peut-elle seulement être satisfaite si un électron et un positron sont émis exactement dans des directions opposées avec {\displaystyle \theta _{e}=\pi }.
La dérivation est l’approximation semi-classique. Une dérivation exacte de la cinématique peut être faite en prenant en compte la diffusion complète quantique d’un photon et d’un noyau.

### Énergie seuil
L’énergie minimale nécessaire à la création d’une paire électron-positron est donnée par la relation suivante :
{\displaystyle E_{seuil}=2m_{e}c^{2}\left(1+{\frac {m_{e}c^{2}}{m_{R}c^{2}}}\right)}
avec {\displaystyle m_{R}} la masse au repos du noyau. Ainsi, plus la masse du noyau est élevée, moins l’énergie nécessaire à la création d’une paire est-elle importante.

### Transfert d’énergie
Le transfert d’énergie vers l’électron et le positron lors d’une création de paires (en ignorant l’énergie de recul du noyau) s’exprime par :
{\displaystyle (E_{k}^{pp})_{tr}=h\nu -2m_{e}c^{2}}
où {\displaystyle h} est la constante de Planck, {\displaystyle \nu } est la fréquence du photon et {\displaystyle 2m_{e}c^{2}} est la masse au repos combinée de l’électron et du positron. En général, l’électron et le positron peuvent être émis avec des énergies cinétiques différentes, mais la moyenne transférée à chacun est :
{\displaystyle ({\bar {E}}_{k}^{pp})_{tr}={\frac {1}{2}}(h\nu -2m_{e}c^{2})}

### Section efficace

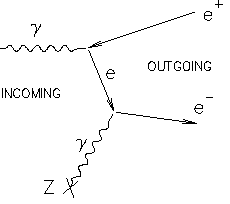
Diagramme de Feynman d’une production de paires électron-positron. De multiples diagrammes peuvent être calculés pour obtenir la section efficace.

La forme analytique exacte de la section efficace de création de paires doit être calculée à l’aide de l’électrodynamique quantique en utilisant des diagrammes de Feynman et se traduit en une fonction compliquée. Pour simplifier, la section efficace peut s’écrire comme :
{\displaystyle \sigma =\alpha r_{e}^{2}Z^{2}P(\epsilon ,Z)}
où {\displaystyle \alpha } est la constante de structure fine, {\displaystyle r_{e}} est le rayon classique de l’électron (en), {\displaystyle Z} est le numéro atomique du matériau.
{\displaystyle P(\epsilon ,Z)} est une fonction complexe, proposée par Pierre Marmier et Eric Sheldon, qui dépend de l’énergie du photon suivant la relation {\displaystyle \epsilon ={\frac {h\nu }{m_{e}c^{2}}}} et de {\displaystyle Z}, le numéro atomique du noyau. Cette fonction prend des expressions différentes suivant la gamme d’énergie du photon :
- {\displaystyle P(\epsilon ,Z)={\frac {28}{9}}\ln(2\epsilon )-{\frac {218}{27}}} dans le cas où l’énergie du photon est relativement faible. Dans ce cas, il n’y a pas d’effet d'écrantage du champ coulombien du noyau par les électrons du cortège électronique ;
- {\displaystyle P(\epsilon ,Z)={\frac {28}{9}}\ln {\frac {183}{Z^{1/3}}}-{\frac {2}{27}}} dans le cas où l’énergie du photon est supérieure à {\displaystyle {\frac {1}{\alpha Z^{1/3}}}}. Dans ce cas, l’effet d'écrantage est total ;
- {\displaystyle P(\epsilon ,Z)={\frac {28}{9}}\ln(2\epsilon )-{\frac {218}{27}}-1.027} dans le cas où l’énergie du photon est supérieure à {\displaystyle 4m_{e}c^{2}}.

Les sections efficaces sont tabulées pour différents matériaux et énergies.

## Création de triplet
Un photon ne peut créer une paire qu’en interaction avec le champ coulombien d’une particule chargée. Cette « particule » est habituellement le noyau atomique. Or, le photon peut également interagir avec le champ coulombien d’un électron du cortège électronique accompagnant le noyau. Cette interaction se traduit par la présence de deux électrons et d’un positron ; un électron et un positron proviennent de la création de paires en elle-même et l’électron supplémentaire correspond à l’électron qui a été éjecté du cortège électronique. En effet, une impulsion non négligeable a été transférée à cet électron (⅔mec² ≈ 340 keV en moyenne) afin de satisfaire l’invariance du quadri-moment.

## Création de paires interne
La création de paires interne est un processus qui peut intervenir au cours d’une désintégration radioactive en lieu et place de l’émission d’un rayon gamma. Il peut se manifester de deux façons, :
- une particule chargée, provenant de la désintégration du noyau (particule α ou β), est accélérée par le champ coulombien du noyau fils et est soumis au rayonnement continu de freinage, ou bremsstrahlung, avec une énergie supérieure à 2mec² (avec « me » la masse de l’électron ou du positron et « c » la vitesse de la lumière), ce qui permet la création d’une paire électron-positron ;
- le noyau fils est créé dans un état excité. Si l’énergie de la transition entre cet état excité et un état d’énergie inférieure est supérieure à 2mec² alors le γ (réel ou virtuel) associé à cette transition peut être converti en une paire électron-positron. C’est par exemple une voie de décroissance possible entre l’état de Hoyle, situé à une énergie de 7,65 MeV, et l’état fondamental dans le carbone 12 étant donné que ces deux niveaux ont tous les deux un spin et une parité de 0+ ce qui interdit une décroissance par émission d’un rayon γ[19].

## Présence en astrophysique
La production de paires est utilisée pour prédire l’existence de l’hypothétique rayonnement de Hawking. Selon la mécanique quantique, des paires de particules apparaissent et disparaissent constamment de la mousse quantique. Dans une région de forces de marée gravitationnelles importantes, les deux particules de la paire peuvent parfois être séparées avant qu’elles aient une chance de s’annihiler mutuellement. Lorsque ça arrive dans la région autour d’un trou noir, une particule peut s’échapper tandis que son partenaire d’antimatière est capturé par le trou noir ou vice-versa.
La production de paires est également le mécanisme derrière les hypothétiques supernovæ par production de paires, où la création de paires diminue soudainement la pression à l’intérieur de l’étoile supergéante, conduisant à son implosion partielle, et ensuite à une combustion thermonucléaire explosive. La supernova SN 2006gy est possiblement une supernova par production de paires.